# Hohenhorn
Hohenhorn er en kommune i det nordlige Tyskland, beliggende i Amt Hohe Elbgeest under Kreis Herzogtum Lauenburg. Kreis Herzogtum Lauenburg ligger i delstaten Slesvig-Holsten.

## Geografi
I kommunen ligger ud over Hohenhorn landsbyen Drumshorn. Hohenhorn ligger ca. 23 km sydøst for Hamborg. Bundesstraße 404 går gennem kommunen.